# Sergej Lavrentjevič Aličkin
Sergej Lavrentjevič Aličkin (rusko Сергей Лаврентьевич Аличкин), sovjetski general in veterinar, * 1902, † 1985.

## Življenje
Med drugo svetovno vojno je bil vodja veterinarske službe pri Južni fronti.
V letih 1952−53 je bil namestnik vodje Vojaške veterinarske službe pri Ministrstvu za obrambo ZSSR ter med letoma 1953 in 1956 je bil vodja Vojaške veterinarske fakultete pri Vojaško-veterinarski akademiji.